# Aertirrena

Aertirrena debuttò nei collegamenti di linea con Britten-Norman BN.2 "Islander".

Il terzo Yak 40 nei semplici colori del volo di consegna.

Aertirrena S.p.A, è stata una compagnia aerea con sede a Firenze. Effettuava servizi passeggeri verso destinazioni nazionali. La sua base principale era l'aeroporto di Firenze-Peretola.

## Storia
La società fu costituita il 14 aprile 1966 da alcuni imprenditori locali tra cui l'ing. Giorgio Billi, appassionato di aviazione e proprietario di un caccia P-51 "Mustang". Il disciplinare fu ottenuto nella primavera 1967 mentre le attività di volo/aerotaxi e trasporti privati con piccoli bimotori Beechcraft B.80 Queen Air, Beechcraft A.55 Baron e Piper PA-23, erano già iniziate nel mese di giugno dell'anno precedente anche dall'aeroporto di Pisa. lo scopo principale era comunque quello di attivare una rete di collegamenti stabili con alcune città italiane e tali servizi si svilupparono con il seguente calendario:
- Nel 1967 Firenze-Isola d'Elba;
- Nel 1968 Milano-Isola d'Elba e Firenze-Genova-Isola d'Elba;
- Nel 1969/1971 Roma-Isola d'Elba.

Tali voli furono quasi sempre operati con i piccoli ma robusti e versatili bimotori Britten-Norman BN-2 "Islander". Per brevi periodi furono utilizzati anche il Dornier Do 28 e il Fairchild Merlin II. Nel 1969 la compagnia ordinò i trireattori Yakovlev Yak-40 di costruzione sovietica, ritenuti ottimali per l'allora corta pista dell'aeroporto di Firenze e in grado di trasportare fino a 32 passeggeri su rotte verso Milano e Roma. L'immatricolazione degli aerei implicò lunghe procedure tecniche e, nel 1970 e 1971, il Registro Aeronautico Italiano indisse innumerevoli riunioni con i costruttori per l'omologazione dell'aereo. Tra l'altro fu necessario sostituire quasi tutti gli strumenti avionici con apparati costruiti in Occidente ed effettuare numerosi voli di dimostrazione anche verso destinazioni lontane (Australia). Questo lungo iter esaurì comunque le risorse della società mentre proseguivano problematiche di tipo operativo e ritardi nell'ottenere l'autorizzazione ad aprire rotte regolari. Quasi inevitabile la chiusura delle attività l'8 aprile 1974, seguita dalla liquidazione della società nel 1975. I velivoli Yak-40 furono rilevati da Avioligure.

## Flotta
- 3 Yakovlev Yak-40, immatricolati I-JAKA (in leasing), I-JAKE e I-JAKI